# پاکو فرناندز
پاکو فرناندز (انگلیسی: Paco Fernández؛ زادهٔ ۲۸ سپتامبر ۱۹۶۷) بازیکن فوتبال اهل اسپانیا است.
از باشگاه‌هایی که در آن بازی کرده‌است می‌توان به باشگاه فوتبال رئال اویدو اشاره کرد.